# ハイアットホテルアンドリゾーツ
ハイアット ホテルズ アンド リゾーツ（Hyatt Hotels and Resorts）は、アメリカ合衆国のシカゴに本拠地を置く国際的なホテルグループである。現在、ハイアット、アンダーズなどのブランドで、世界70カ国に1150軒以上のホテル及びオールインクルーシブ施設を展開している。

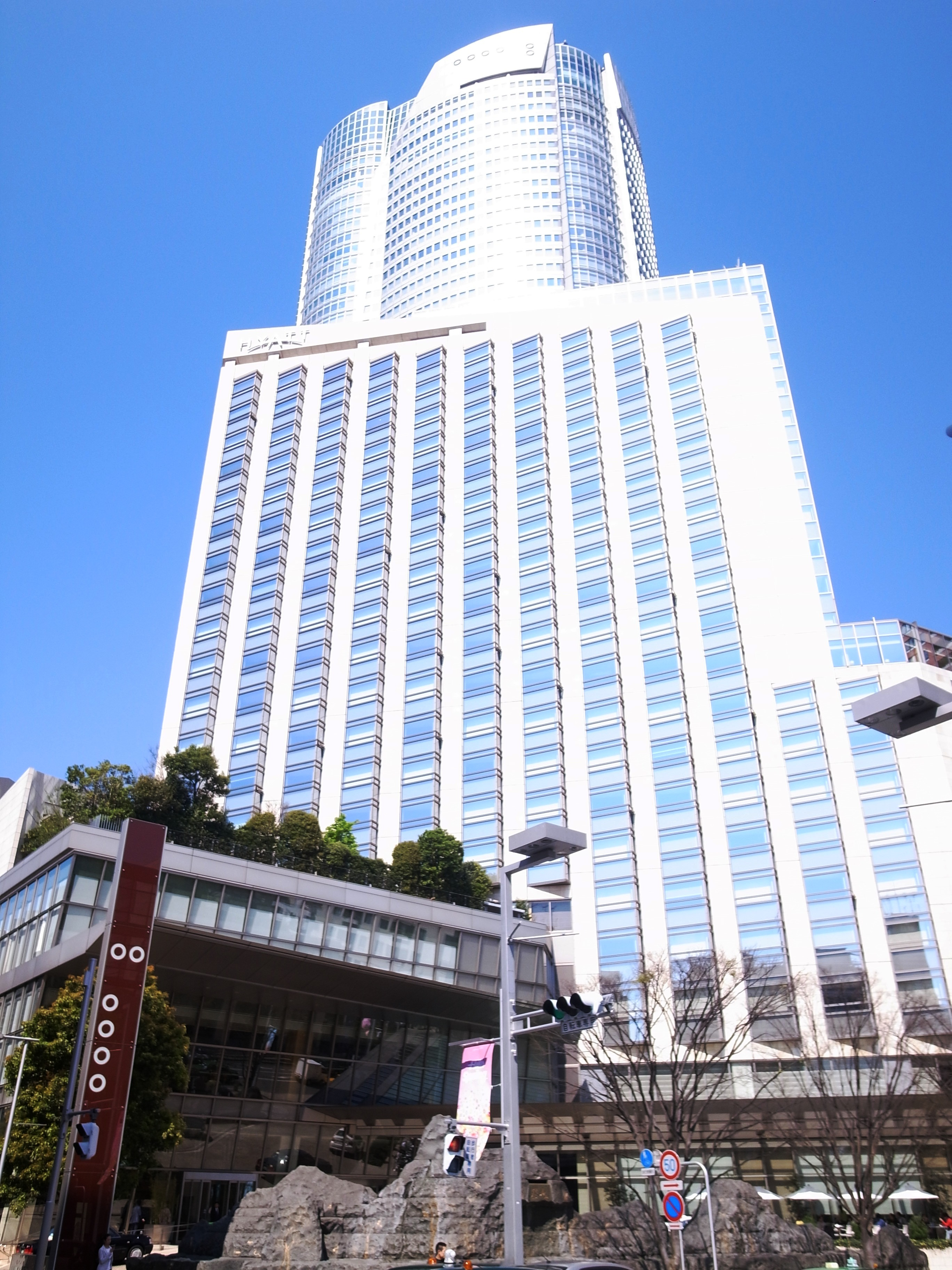
グランドハイアット東京

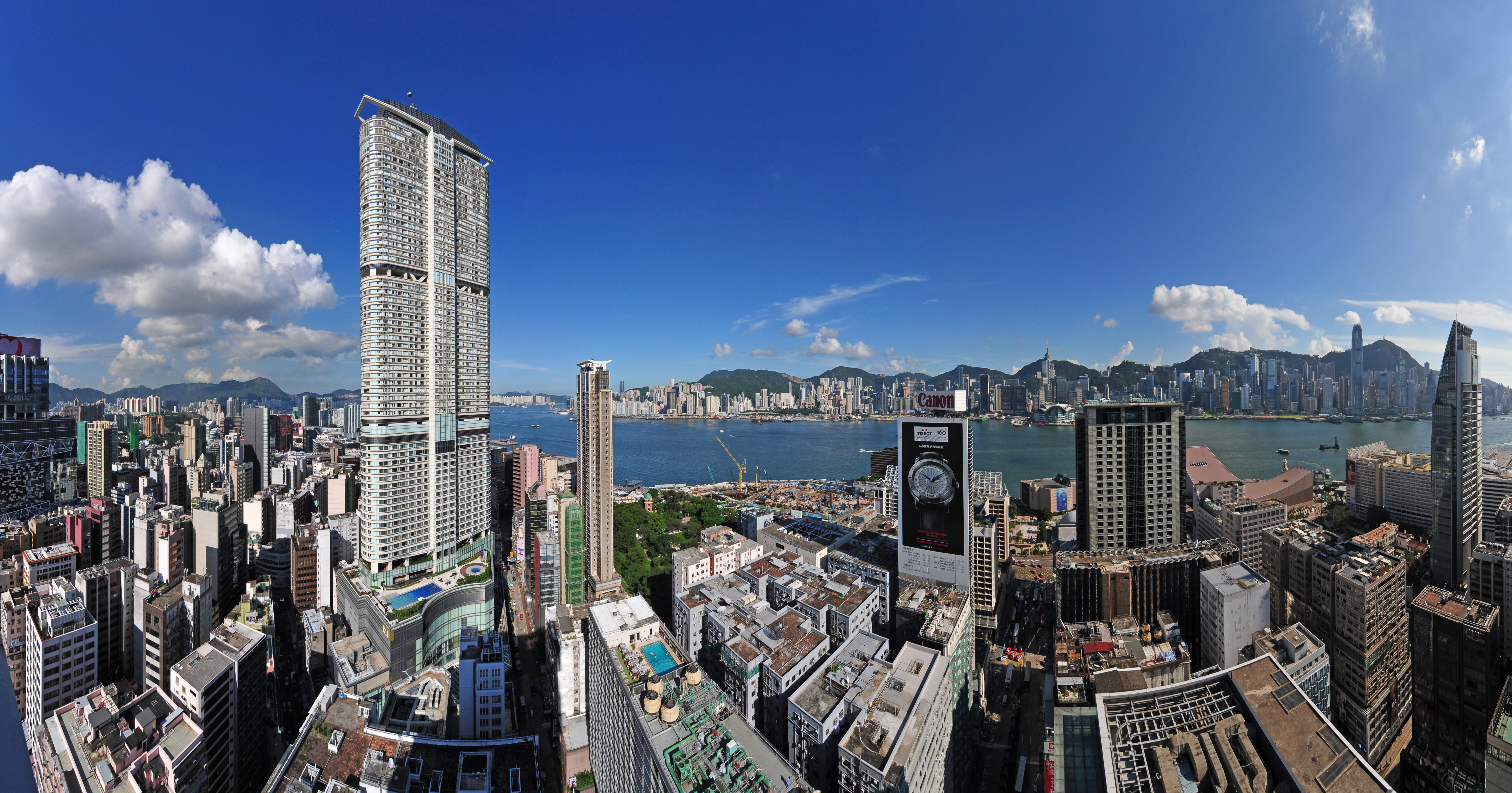
Hyatt Regency（香港）

## 概要

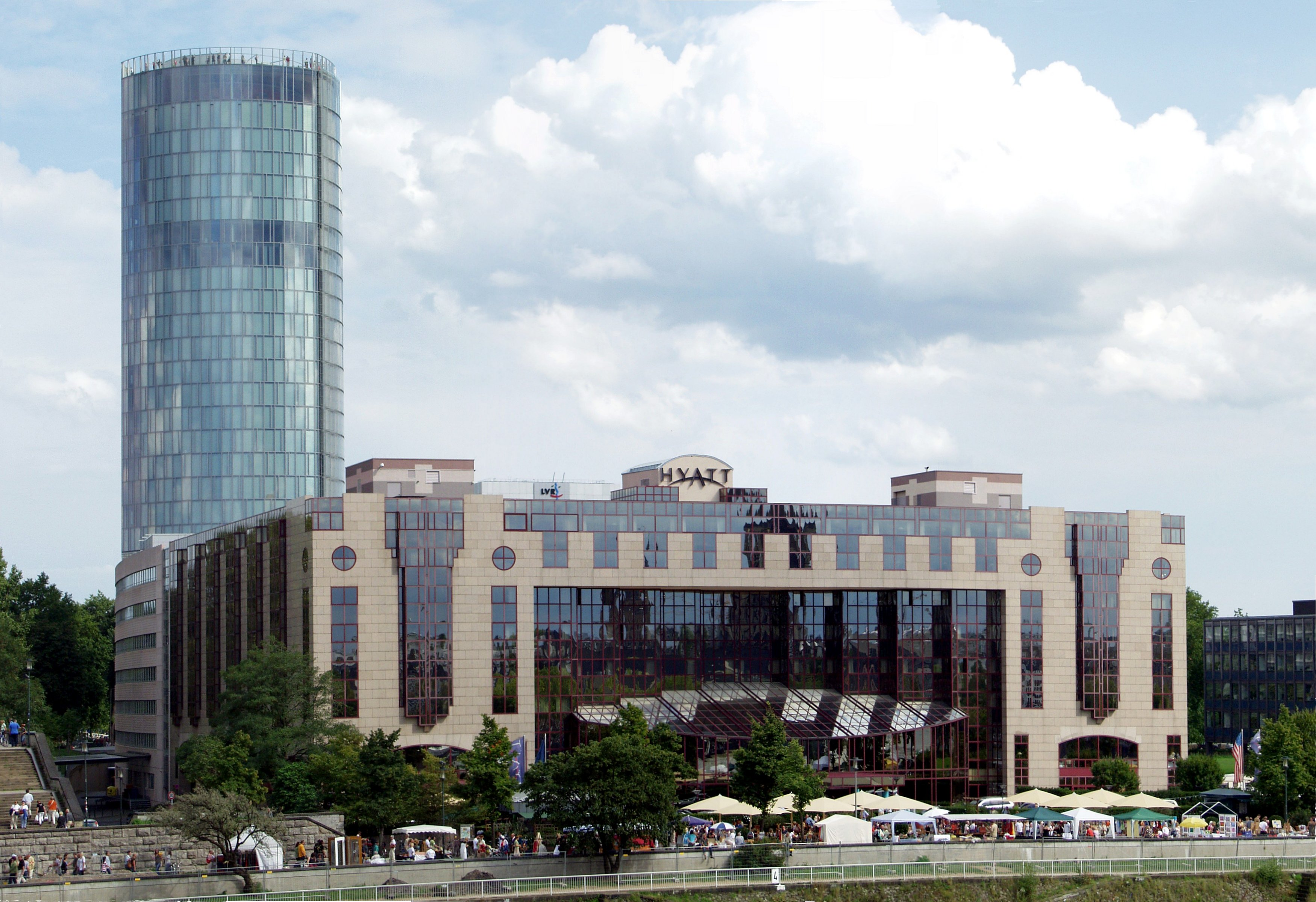
ハイアット リージェンシー ケルン

創設者はシカゴの大資産家であるプリツカー家で、1957年にカリフォルニア州のロサンゼルスで一軒のホテルを買収したことからハイアットの歴史が始まった。
1962年にはそれまでに買収した数件のホテルを経営する会社としてハイアット・コーポレーション（Hyatt Corporation）を設立。その後1969年にはアメリカ合衆国、カナダ、カリブ海地域以外の国々でホテルを運営する別会社のハイアット・インターナショナル・コーポレーション（Hyatt International Corporation）を設立した。
現在、双方はシカゴを拠点とするグローバル ハイアット コーポレーションにより運営されている。
2009年11月5日に、ハイアット・ホテルズは、ニューヨーク証券取引所に上場。財務の健全さが評価された。
2018年にトゥー・ローズ・ホスピタリティー、2021年にアップル・レジャー・グループ、2023年にドリームホテルグループを買収している。

## ブランド

### 現行ブランド

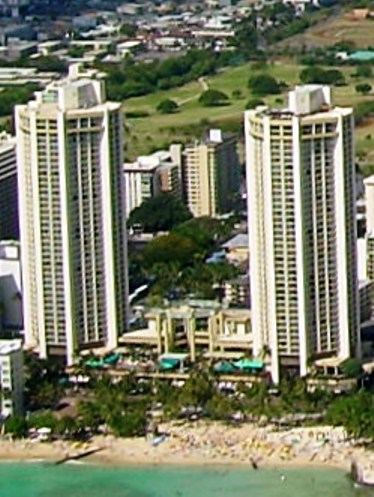
ハイアットリージェンシー・ホノルル
（1986年には日本の麻布建物が取得して話題となった）

ハイアットには以下のブランドがある。
パークハイアット (Park Hyatt)
隠れ家的コンセプトを持つ、300室以下のスモール・ラグジュアリホテル。客室数が少ない分きめ細かなサービスができることが特徴である。ハイアットのブランドの中でも最上位の位置づけ。
アンダーズ (Andaz)
新しいタイプの高級なデザインホテル。「アンダーズ」はヒンディー語で「パーソナルスタイル」を意味する。
グランドハイアット (Grand Hyatt)
伝統的なグランドホテルの雰囲気を現代的にアレンジした、格調高いインテリアとサービスが特徴である。300室以上の規模を持つ大型ホテル。
ハイアットリージェンシー (Hyatt Regency)
ハイアット創業以来の基軸ブランドで、地方都市にも展開しビジネスやレジャーに幅広く対応しているのが特徴である。とくに、1967年に開業したハイアットリージェンシーアトランタで初めて用いられた巨大なアトリウムは大きな反響を呼び、以後ハイアット･リージェンシーの特徴として、アトリウムを持つホテルを多く展開した。
ハイアット (Hyatt)
200 - 600室のフルサービスホテル。主要都市の中級ホテルと競合するクラス。
ハイアットセントリック（Hyatt Centric）
2015年に誕生したブランド。ハイアットリージェンシーと同様に、こちらもビジネスやレジャーに幅広く対応している。
ハイアットリゾート (Hyatt Resort)
リゾート地に立地するホテル。施設に応じてパークハイアット、グランドハイアット、ハイアットリージェンシーのブランドと併用されるほか、立地によってはリゾート＆スパなどの名称が用いられることもある。
ハイアットプレイス (Hyatt Place)
宿泊主体のリミテッドサービスホテル。2005年に買収したアメリスイーツをリブランドした。ハイアットの中では比較的廉価なブランド。
ハイアットハウス (Hyatt House)
キッチンなどを備えた長期滞在型ホテル。過去ハイアット サマーフィールド・スイーツ、ホテルシエラなどと呼ばれた。
ハイアットレジデンスクラブ (Hyatt Residence Club)
タイムシェア型のリゾート・オーナーシップ。
アンバウンドコレクション by Hyatt（The Unbound Collection by Hyatt）
独立系ホテルコレクションブランド。
キャプション by Hyatt (Caption by Hyatt)
セレクトサービス型のライフスタイルホテルブランド。

### かつて運営していたブランド
U.S.フランチャイズ システムズ
ホーソン スイーツ、マイクロテル、アメリカズ・ベスト・インズをフランチャイズ経営。2008年7月に売却された。

## 世界各国での展開

### 日本

#### ハイアットリージェンシー
ハイアットリージェンシー東京
東京都新宿区。小田急と提携して1980年（昭和55年）にハイアットが日本に初進出したホテルで、新宿新都心に立地する高層ホテル。旧名称はホテルセンチュリーハイアット、センチュリーハイアット東京。
ハイアットリージェンシー京都
京都市東山区。旧京都パークホテルをモルガン・スタンレーが買収して開業。
ハイアットリージェンシー箱根リゾート&スパ
神奈川県箱根町。森トラストによる旧グランフォーレ強羅ホテルを、モルガン・スタンレーが買収して開業し、2010年（平成22年）7月5日に香港の新鴻基地産が買収した。
ハイアットリージェンシー那覇沖縄
沖縄県那覇市。敷地面積約4600平方メートル、地上18階建て（約66メートル）に、「沖縄の風と水を感じる」をコンセプトとした客室がツイン280室、スイート14室の計294室。また、4つのレストランを有する。ハイアットホテルズコーポレーションとフランチャイズ契約を結び、ケン・コーポレーションが運営するため、プレミアホテルグループのホテルでもある。2015年7月2日開業。
ハイアットリージェンシー瀬良垣アイランド 沖縄
沖縄県恩納村。2018年8月21日開業。東急不動産、NTT都市開発、ミリアルリゾートホテルズの3社が共同して設立した瀬良垣ホテルマネジメント株式会社の運営。
ハイアットリージェンシー横浜
2020年5月23日に横浜市中区山下町に開業した。
ハイアットリージェンシー東京ベイ
千葉県浦安市。2019年7月1日開業し、2021年7月12日に現名称に改称された、旧名称はハイアットプレイス東京ベイ。。

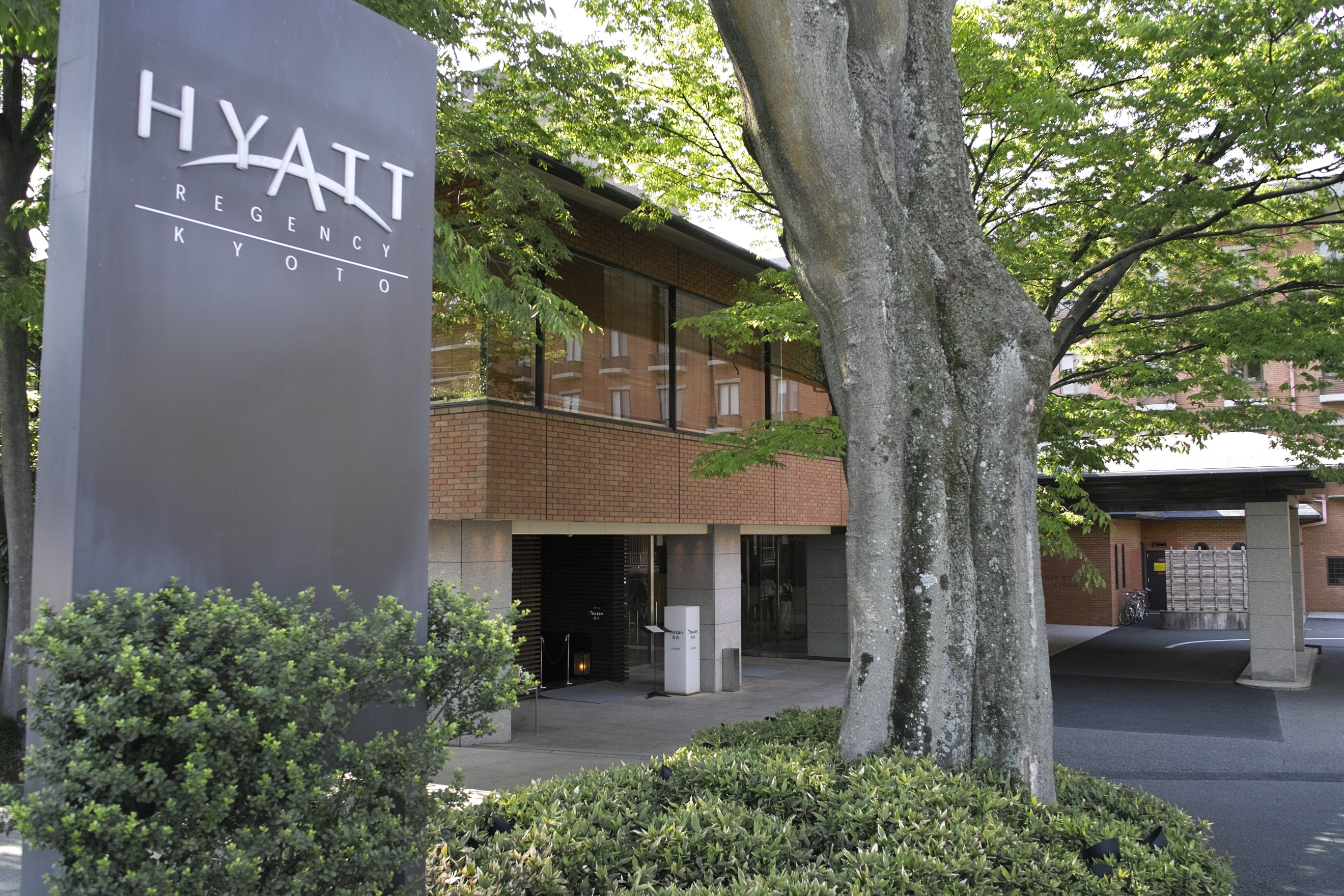
ハイアットリージェンシー京都
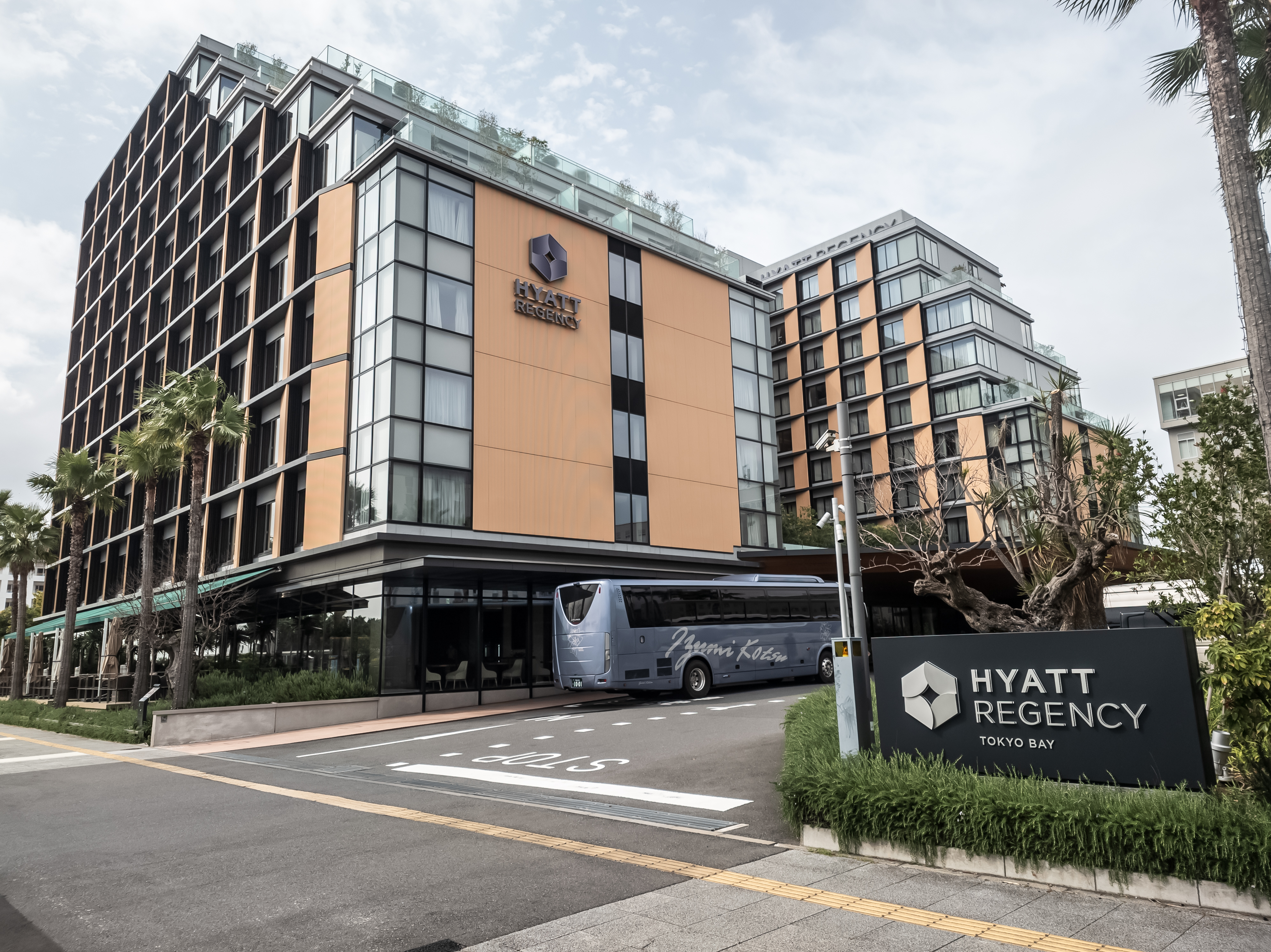
ハイアットリージェンシー東京ベイ

#### グランドハイアット
グランドハイアット東京
東京都港区。森ビルが所有するホテルで、六本木ヒルズ内に立地。
グランドハイアット福岡
福岡市博多区。星野リゾートと提携したホテルで、キャナルシティ博多内に立地。

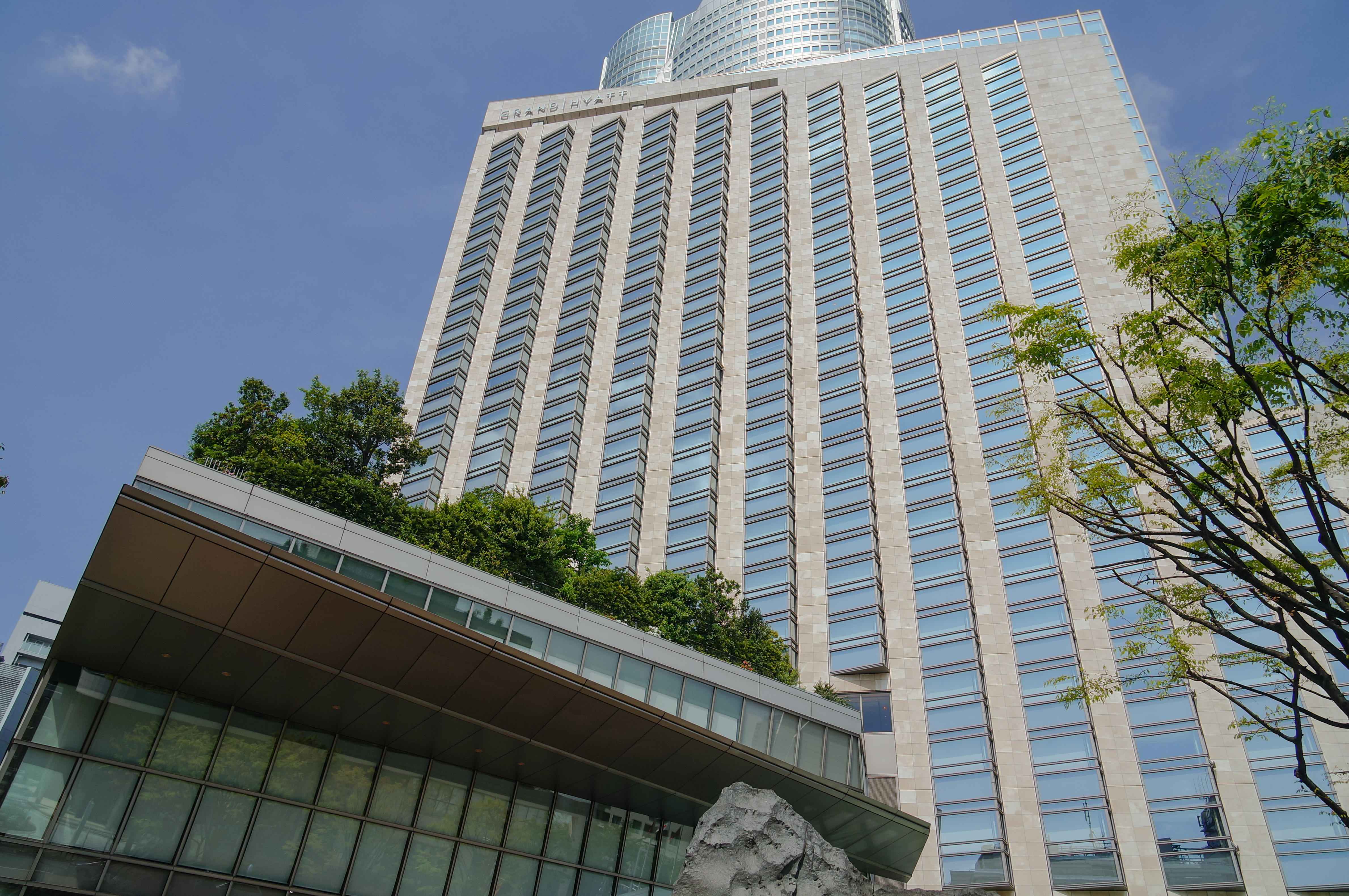
グランドハイアット東京
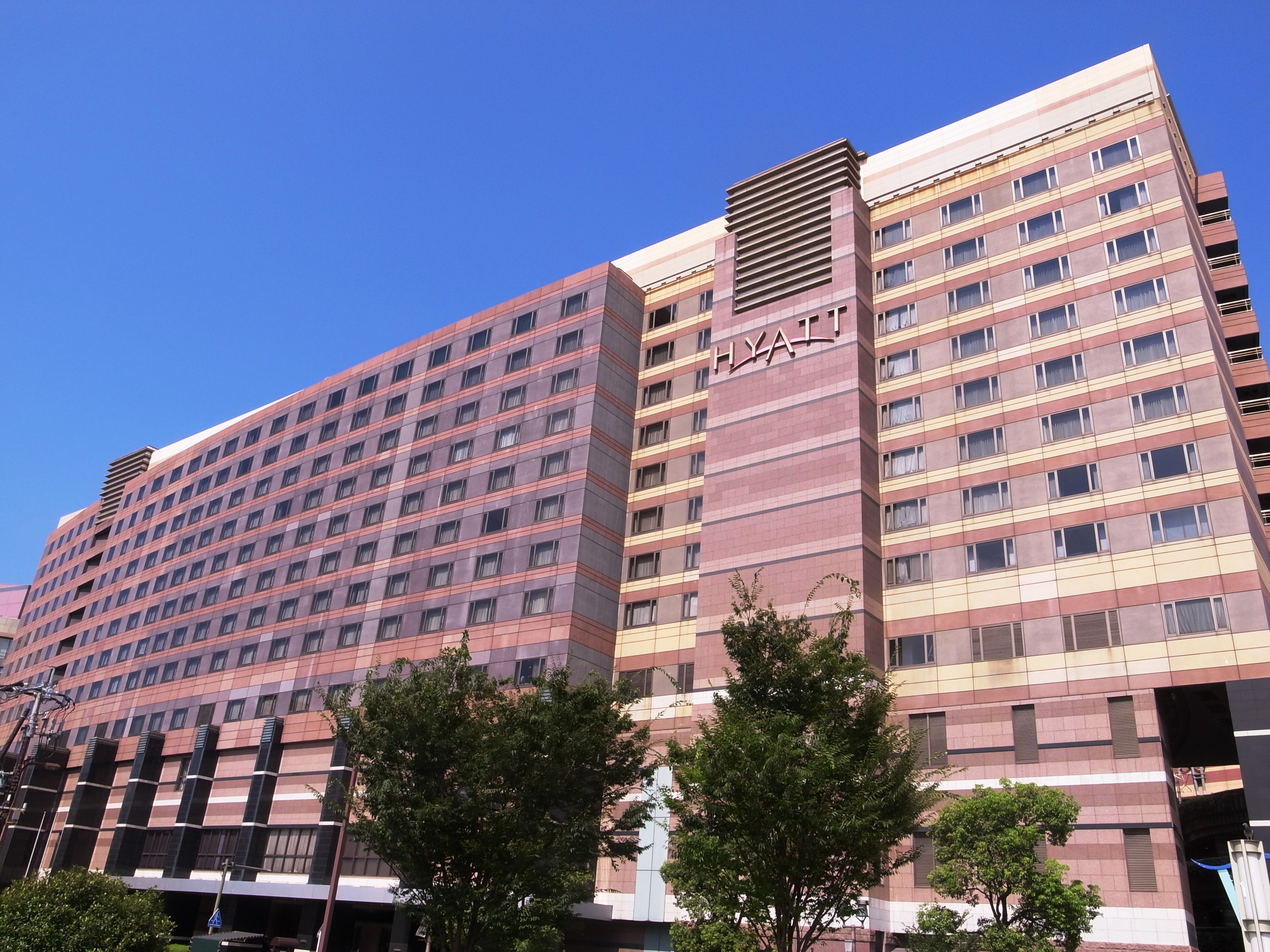
グランドハイアット福岡

#### パークハイアット

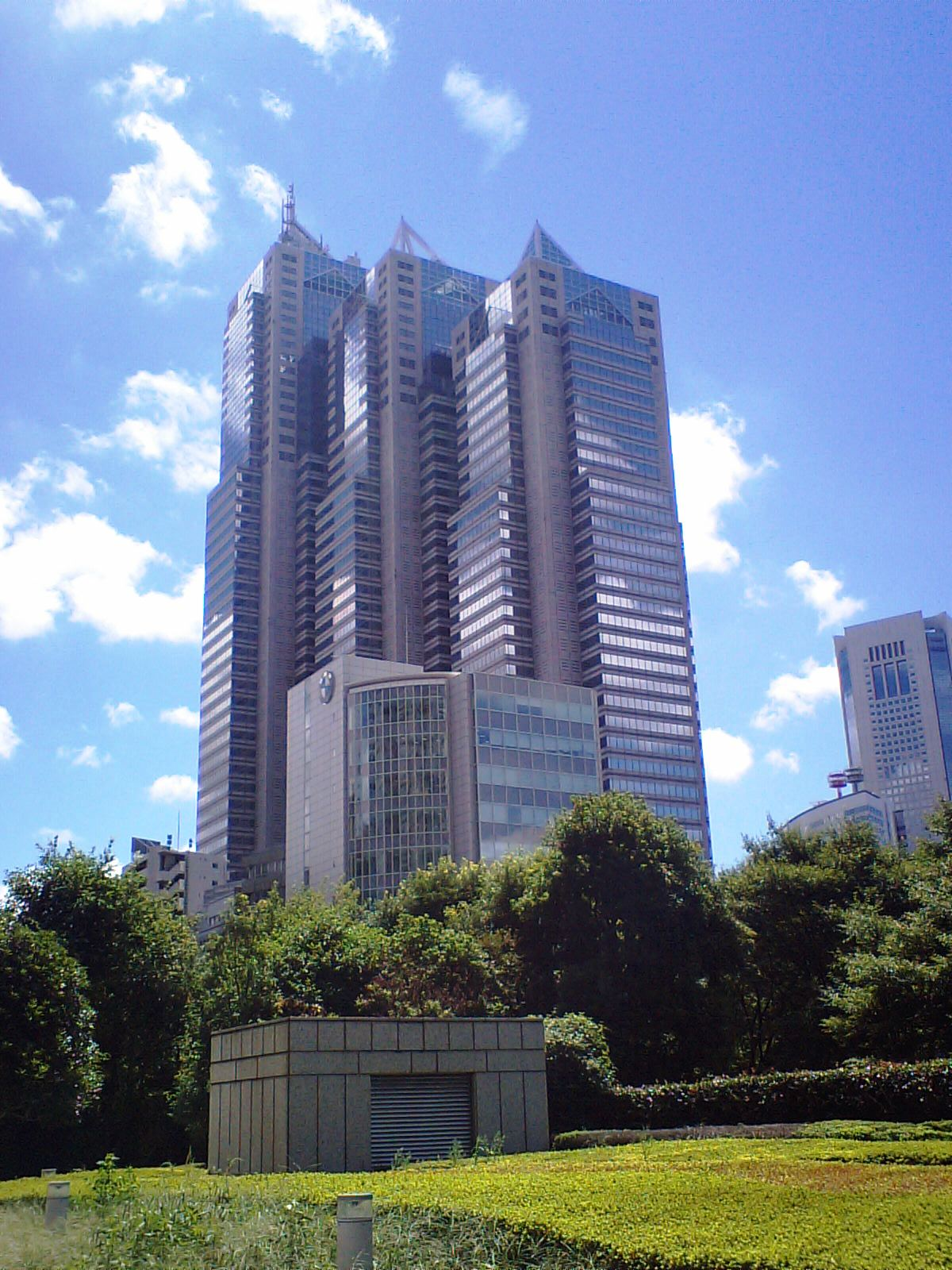
パークハイアット東京

パークハイアット東京
東京都新宿区。東京ガスと提携した超高層ホテルで、新宿パークタワーの高層部を占める。
パークハイアット京都
京都市東山区。料亭・山荘京大和の敷地内に立地する。地上2階、地下4階の低層建築で設計施工は竹中工務店、インテリア設計は他のハイアットのホテルも手がけるトニー・チーとの共同。2019年10月30日に開業した。
パークハイアット ニセコHANAZONO
北海道虻田郡倶知安町。ニセコHANAZONOリゾートにあり、ホテルや日本国内初となる「パークハイアットレジデンス」を展開しているほか、北海道内初となるラグジュアリー（最高級）ホテルとして開業した。
- パークハイアット東京

#### ハイアットセントリック
ハイアットセントリック銀座 東京
日本かつアジアで初のハイアットセントリックとして、2017年10月に竣工した「東京銀座朝日ビルディング」内に2018年1月22日に開業。
ハイアットセントリック金沢
金沢駅金沢港口の再開発用地に2020年8月1日に開業。

#### ハイアットハウス
ハイアットハウス 金沢
2020年8月1日に同一敷地内のハイアットセントリック金沢と共に開業。同一敷地内にハイアットによる複数ブランドのホテルが進出するのは日本初である。

#### ハイアット ハウス 東京 渋谷
Shibuya Sakura Stage SAKURAタワー1階～3階、6階～16階に入るサービスアパートメント。2024年2月26日開業。

#### ハイアットプレイス
ハイアットプレイス京都
京都市中京区。関電不動産開発が所有しエフ・ジェイホテルズが経営する。京都商工会議所ビルの跡地に2021年10月1日竣工、2022年4月1日開業。丸太町駅と直結している。

#### アンダーズ
アンダーズ東京
東京都港区虎ノ門ヒルズ内。グランドハイアット東京と同じく森ビルが所有する超高層ビルの高層部を占める。

#### アンバウンドコレクション by Hyatt
富士スピードウェイホテル
静岡県小山町。2022年10月開業。国際サーキットである富士スピードウェイと富士山を望むロケーションにあり、トヨタ不動産（発表当時は東和不動産）としては、初めてのホテル進出となる。また、日本国内初のアンバウンド コレクション by Hyattブランドのホテルである。
ホテル虎ノ門ヒルズ
東京都港区 虎ノ門ヒルズステーションタワー内。205室。2023年12月6日開業。

#### かつて存在したホテル
ホテルセンチュリーハイアット名古屋
名古屋市中村区。小田急との提携による2号店で、名古屋駅から徒歩4分の場所に立地。ハイアットリージェンシーのカテゴリーにもかかわらず、115室の小規模ホテルとして開業した。小田急の撤退後は、地元資本のナカモがアコーホテルズと提携してソフィテル・ザ・サイプレス名古屋として営業した後、2011年（平成23年）4月からザ サイプレス メルキュールホテル名古屋と改称して営業している。
ハイアット・レジデンシャルスイート福岡
福岡市早良区にある、長期滞在用のサービスアパートメント。2012年6月1日より、ザ・レジデンシャルスイート・福岡と改称。
ハイアットリージェンシー福岡
福岡市博多区。福岡地所と提携したホテルで、マイケル・グレイヴス設計の個性的な建物が特徴。2019年5月31日で契約満了に伴い閉館。その後は約半年の改装の後、福岡地所グループのエフ・ジェイホテルズが運営するホテル「THE BASICS FUKUOKA」となった。
ハイアットリージェンシー大阪
大阪市住之江区。都心から離れた大阪南港に立地するコンベンションホテル。見本市会場インテックス大阪に隣接。旧名称はハイアットリージェンシーオーサカ。2023年7月1日より、グランドプリンスホテル大阪ベイと改称。
ハイアットハウスニセコ
北海道虻田郡倶知安町。タイのチャトリウムホテルス＆レジデンスが運営する「チャトリウムニセコ」となった。

#### 新規オープン予定
- キャプション by Hyatt なんば 大阪（167室、地上11階） - 2024年前半オープン予定
- キャプション by Hyatt 兜町 東京（200室、地上12階、地下1階） - 2025年オープン予定
- ハイアット セントリック 札幌 札幌市 北海道（216室、地上26階、地下2階） - 2026年6月末頃[16][17]
- パークハイアット札幌（157室、地上36階、地下3階のうち、4階と27階～35階）- 2029年予定[18]
- アンダーズ 名古屋 （約150室、地上31階、地下2階のうち、11階と12階、25階〜29階） ｰ2034年予定[19]

### 韓国
パークハイアット釜山
パークハイアットソウル
グランドハイアットソウル
グランドハイアットインチョン
ハイアットリージェンシー済州

### 中国
パークハイアット北京
北京銀泰センターの一部を占めている。
パークハイアット上海
上海環球金融中心の79階から93階を占めている。
グランドハイアット上海
ジンマオタワーの53階から87階を占めている。
グランドハイアット深圳
羅湖区の中心部に位置している。客室は467室。
ハイアット リージェンシー 深圳 エアポート
深圳宝安国際空港#エアポートホテル深圳空港直結のエアポートホテル。
グランドハイアット広州
広州の高層ビルが立ち並ぶビジネス街の珠江新市街沿いに位置している。客室数は368室あり、広州東駅まで車で15分。
ハイアットリージェンシー 青島
シラオレンビーチに位置している。
グランドハイアット長沙
華園国際センターの46階から61階を占めている。
グランド ハイアット大連
港町として知られる大連市の星海ビーチに所在し、空港、鉄道駅、ポートターミナルにアクセスしやすい便利な場所に位置している。

### 香港
グランドハイアット香港
香港コンベンション・アンド・エキシビション・センターの一部を占めている。
ハイヤットセントリック

### 台湾
グランドハイアット台北

### タイ
グランドハイアット・エラワン・バンコク
パークハイアット・バンコク
ハイアットリージェンシー・バンコク・スクムヴィット
ハイアットプレイス・バンコク・スクムヴィット
ハイアットリージェンシー・フアヒン
アンダーズ・パタヤ・ジョムティエンビーチ
ハイアットリージェンシー・プーケットリゾート
ハイアットリージェンシー・コーサムイ

#### かつて存在したホテル
セントラル・ハイアット・ホテル
後のソフィテル・センタラ・グランド・バンコク

### シンガポール
グランドハイアット・シンガポール

### インド
パークハイアット・チェンナイ

### アラブ首長国連邦/アブダビ首長国
ハイアット・キャピタルゲート
キャピタルゲートの一部を占めている。

### エジプト

#### かつて存在したホテル
グランドハイアット・カイロ
後のグランド・ナイル・タワー・ホテル

### アメリカ合衆国
ザ・コスモポリタン
ラスベガスのホテルカジノ複合施設で、ホテル部分のみハイアットが運営している。
ハイアット リージェンシー ベルビュー オン シアトルズ イーストサイド
ベルビュープレイスの一部を占めている。

### メキシコ
ハイアットリージェンシー・メキシコシティ
かつてのホテル・ニッコー・メキシコ。

## 事件・不祥事
- 2014年5月30日正午頃、グランドハイアット東京において、当時の総支配人が多目的トイレに20代女性客を案内した際、無理矢理キスをした上、下半身を触らせたなどとして、スペイン国籍アントニオ・アルバレズに強制わいせつ容疑の逮捕状が発行された[22]。